# بابل (دولت‌شهر)
بابِل (به زبان اکدی: باب‌ایلو، به بابلی کهن: بابیلیم، به عبری: باوِل یا بابل בָּבֶל، به یونانی: Βαβυλών به فارسی باستان: بابیروش 𐎲𐎠𐎲𐎡𐎽𐎢𐏁 (Bābirauš))، یکی از نامدارترین شهرهای دوران باستان بود. این شهر از اوایل هزاره دوم پیش از میلاد تا اوایل هزاره اول پیش از میلاد، پایتخت تمدن بابل در جنوب میانرودان (بین‌النهرین) و در سده هفتم و ششم پیش از میلاد که هنگام اوج شکوه و جلال آن محسوب می‌شد، پایتخت امپراتوری بابل نو (کلده) بود.
در ۵۳۹ پیش از میلاد، بابل توسط کوروش بزرگ بنیانگذار شاهنشاهی هخامنشی در ایران، فتح شد و پس از آن، مرکز ثروتمندترین ساتراپ این امپراتوری بود. به نقل از هرودوت تاریخ‌نگار یونانی، بابل در این زمان باشکوه‌ترین شهر جهان بود. معروف است که باغ‌های معلق بابل یکی از عجایب هفت‌گانه جهان باستان متعلق به این شهر بود. در سال ۳۳۱ پیش از میلاد، شهر به دست اسکندر مقدونی اشغال شد که تصمیم داشت آن را پایتخت قلمروی خود کند. اسکندر در همین شهر و در قصر نبوکدنصر دوم از دنیا رفت. بابل در زمان سلوکیان، با احداث شهر بزرگ سلوکیه به عنوان پایتخت این امپراتوری و انتقال ساکنان بابل به آن شهر، اهمیت پیشین خود را از دست داد. بقایای ویران شده این شهر امروزه در استان بابل در شهر حله عراق کنونی، حدود ۸۸ کیلومتری جنوب بغداد، واقع شده است.

## نام
لغت یونانی بابیلون Βαβυλών از لغت اکدی Bab-ili (باب-اله) گرفته شده است. این لغت به معنای دروازه خدا یا دروازه به سمت خدا است. واژه بابل نوشتاری نادرست از واژه بابئیل است که از دوبخش (باب:به معنای در یا دروازه) و (ئیل که به معنای خدا) می‌باشد، همانند بسیاری از واژگان سامی همچون اسرائیل (اسرا به معنی بنده و ئیل به معنی خدا)، جَبرَئیل (مرد خدا)
در عهد عتیق نیز به بابل اشاره شده است. در کتاب آفرینش (۱۱:۹) لغت بابل به معنی گیج شده از لغت بیلبل בלבל به معنای گیج کردن گرفته شده است. در عهد عتیق آمده است که به دلیل گمراهی بندگان، خدا زبان واحد مردم را به هفتاد زبان در بابل تبدیل کرد و از این رو مردم در صحبت کردن با یکدیگر گیج شدند.

## گاهشمار تمدن بابل
- در حدود ۱۸۹۶ پیش از میلاد حمله نافرجام کاسی‌ها به بابل روی می‌دهد. همچنین در حدود ۱۷۴۹ پیش از میلاد بابل توسط کاسی‌ها سقوط می‌کند.[۵]
- در حدود ۱۵۹۵ پیش از میلاد، مورسیلیس یکم پادشاه هیتی‌ها در حمله‌ای برق‌آسا بابل را اشغال و غارت می‌کند.[۶]
- در حدود ۱۲۴۴ تا ۱۲۰۸ پیش از میلاد و در زمان پادشاهی کیدین خوران (Kidin-Ḵutran) ایلام به بابل حمله می‌کند.[۶]
- در حدود ۱۱۰۰ تا ۷۷۰ پیش از میلاد، اتحاد ایلام و بابل علیه آشور صورت می‌پذیرد.[۶]
- در حدود ۱۱۷۱ پیش از میلاد، کودور ناهونته شاه ایلام به بابل حمله کرده و آن سرزمین را فتح می‌کند.[۶]
- در سال ۶۱۲ پیش از میلاد ماد و بابل متحد شدند و نیروی متحد مادی-بابلی به نینوا مرکز امپراتوری آشور حمله کرد و پادشاهی آشور را برانداخت.[۶]
- در سال ۵۳۹ پیش از میلاد بابل ثروتمندترین شهر غرب آسیا توسط کوروش بزرگ شاه هخامنشی فتح می‌گردد. سقوطی که با مقاومت کم سپاه بابل در کرانه ساحلی رود فرات به وقوع پیوست.[۶]
- در سال ۴۸۴ پیش از میلاد خشایارشا ضمن سرکوب شورش بابل، استحکامات دفاعی آنجا را نابود و مجسمه خدای مردوک را تخریب کرد.[۶]

## تاریخچه
اولین نشانه‌ها از وجود شهر بابل در لوحه‌هایی که از زمان سارگون اکدی باقی مانده است، وجود دارد. در این الواح آمده است که سارگون بابل را بنا کرد؛ اما بعضی محققان اعتقاد دارند که این الواح شاید به سارگون بابلی و نه به سارگون اکدی اشاره می‌کنند.
به نقل از ابن بلخی، شهر بابل توسط هوشنگ بنا شد.
در عهد عتیق آمده است که نمرود بود که شهر بابل را بنا کرد.
اولین سلسله بابلی توسط یک آموری به نام سومو آبوم در ۱۸۹۴ قبل از میلاد بنا شد. آموری‌ها از مردمان بومی بین‌النهرین نبودند و بلکه از اقوام عشایری سامی در غرب عراق بودند. بابل دارای محدوده کوچکی بود تا اینکه در زمان حمورابی توسعه پیدا کرد. حمورابی یک سری قوانین به نام قوانین حمورابی تدوین کرد که تأثیر زیادی بر سیستم قضایی بعد از او گذاشت. بعد از مرگ حمورابی امپراتوری او به سرعت از هم پاشید. آموری‌ها تا سال ۱۵۹۵ قبل از میلاد دارای قدرت بودند تا اینکه توسط هیتی‌ها مغلوب شدند.
بعد از اینکه هیتی‌ها بابل را غارت کردند، کاسی‌ها به بابل حمله کرده و آن را در اختیار گرفتند. آن‌ها سلسله‌ای ایجاد کردند که تا سال ۱۱۶۰ قبل از میلاد دوام پیدا کرد. کاسی‌ها از رشته‌کوه‌های زاگرس در حدود لرستان امروزی نشات گرفته بودند؛ اما بابل سرانجام به تسلط ایلامی‌ها و آشوری‌ها درآمد. شاه آشوری توکولتی-نینورتای یکم در سال ۱۲۳۵ قبل از میلاد بابل را تحت کنترل گرفت.
تخمین زده می‌شود که در بین سال‌های ۱۷۷۰ تا ۱۶۷۰ قبل از میلاد و دوباره بین سال‌های ۶۱۲ تا ۳۲۰ پیش از میلاد، بابل بزرگ‌ترین شهر دنیا بوده است. محققان معتقدند بابل اولین شهری بود که به جمعیت بالای ۲۰۰۰۰۰ نفر رسید.

### بابل آشوری
در زمان حکومت امپراتوری آشوری نو در بین سال‌های ۹۱۱ تا ۶۰۸ پیش از میلاد بابل در کنترل آشوریان بود. در زمان شاه آشوری سناخریب، بابل دائماً در حال شورش بود که به نابودی کامل بابل انجامید. در سال ۶۸۹ پیش از میلاد تمامی دیوارها، معابد و باغها نابود شدند. پسر و جانشین سناخریب به نام اسرحدون، تصمیم به بازسازی شهر گرفت.

### امپراتوری بابل جدید
در زمان نابوپولاسار، بابلی‌ها موفق شدند با اتحاد با پادشاهی ماد، آشوری‌ها را در سال ۶۱۲ پیش از میلاد سرنگون کنند. در این زمان بابل دوباره قدرت گرفت و در دوران پادشاهی فرزند او نبوکدنصر دوم (۶۰۴ تا ۵۶۱ پیش از میلاد)، بابل به یکی از عجایب دنیای قدیم تبدیل شد. نبوکدنصر دستور داد که زمین‌ها دوباره بازسازی شوند، زیگورات‌ها دوباره ساخته شده و دروازه ایشتار ساخته شود.
نبوکدنصر همچنین باغ‌های معلق بابل را نیز ساخت که یکی از عجایب هفت‌گانه دنیای قدیم بود. گفته می‌شود که دلیل ساخت این باغ‌ها این بود که همسر نبوکدنصر که آمیتیس نام داشت دختر هوخشتره پادشاه ماد و از سرزمین ماد بود و برای کوه‌های بلند زادگاهش، دلتنگی می‌کرد. از این رو نبوکدنصر دستور داد این باغ‌ها را برای جلوگیری از دلتنگی او بنا کنند؛ اما به دلیل اینکه هیچ آثاری از بابل باغی نمانده است محل این باغ‌ها مورد اختلاف است و بعضی اعتقاد دارند که این باغ‌ها در نینوا بوده‌اند.

### بابل در تسلط ایرانیان
در سال ۵۳۹ پیش از میلاد کوروش بزرگ اولین شاهنشاه هخامنشی، بابل را در نبرد اوپیس شکست داد. به دلیل اینکه بابل بر روی رودخانه بنا شده بود تنها یک راه برای ورود به آن وجود داشت و بقیه دیوارها بر روی رودخانه بود. در زیر آب دروازه‌های فلزی برای جلوگیری از ورود دشمنان وجود داشت. کوروش و سربازانش مسیر آب رودخانه فرات را منحرف کرده و سربازان پارسی از زیر دیوارها وارد شهر بابل شدند. این داستان توسط هرودت به‌طور مفصل نقل شده است و در انجیل عهد عتیق نیز آیه‌ای در مورد آن وجود دارد.
کوروش سپس دستوری صادر کرد که تمام اسرای بیگانه از جمله یهودیان که زندانی بودند به سرزمین خود بازگردند و یهودیان دوباره معبد اورشلیم را بازسازی کنند.
در زمان کوروش بزرگ و جانشین او داریوش بزرگ بابل به یکی از شهرب‌ها (ساتراپی‌های) شاهنشاهی هخامنشی تبدیل شد.
گفته می‌شود بابل چهار ماه در سال خواربار دربار هخامنشی را تأمین می‌کرده و احتمالاً پایتخت زمستانی هخامنشیان اولیه بوده است؛ به این خاطر شمار فراوانی از ایرانیان در سمت‌هایی مانند قاضی، مقام حکومتی، و از دوره پیش از داریوش بزرگ، به عنوان مالک و زمیندار در بابل مسکن گزیدند. بابل احتمالاً مهم‌ترین شهر شاهنشاهی ایران در آن زمان به‌شمار می‌آمده و در اوایل دهه ۴۹۰ پیش از میلاد کاخ تازه‌ای برای ولیعهد ایران در این شهر ساخته شد.
شاهنشاهان هخامنشی در ابتدا تلاش کردند که برنامه‌های مذهبی ایجاد شده برای خدای مردوک را ادامه دهند؛ در زمان داریوش سوم مالیات‌های بالا و فشار جنگ‌های پشت سر هم، باعث از رونق افتادن و خراب شدن زیر ساخت‌های بابل شد. در این زمان شورش‌های زیادی علیه هخامنشیان شد که از جمله در ۵۲۲ پیش از میلاد، ۵۲۱ پیش از میلاد و ۴۸۲ پیش از میلاد بود که شاهنشاهان هخامنشی تمامی این شورش‌ها را سرکوب کردند و این شهر تا زمان حمله اسکندر مقدونی در دست آن‌ها باقی‌ماند.

### در زمان یونانی‌ها
در سال ۳۳۱ پیش از میلاد، داریوش سوم توسط اسکندر مقدونی در نبرد گوگمل شکست خود.
در زمان اسکندر بابل دوباره رونق یافت؛ اما بعد از مرگ او امپراتوری وی بین فرماندهان ارتش او تقسیم شد و جنگ داخلی با نام جنگ‌های سرداران اسکندر ایجاد شد.
در این زمان جنگ داخلی شهر بابل را خالی از سکنه کرد. یک لوح باقی‌مانده از سال ۲۷۵ پیش از میلاد نشان می‌دهد که مردم بابل به سلوکیه منتقل شدند و در آنجا برای آن‌ها یک کاخ و یک معبد ایجاد شد. با خروج مردم، درخشش بابل تقریباً پایان یافت اما تا حدود یک قرن بعد قربانی‌ها در معابد انجام می‌شد. در سال ۱۴۱ قبل از میلاد در زمانی که اشکانیان این منطقه را به دست آوردند، بابل کاملاً خالی از سکنه بود.

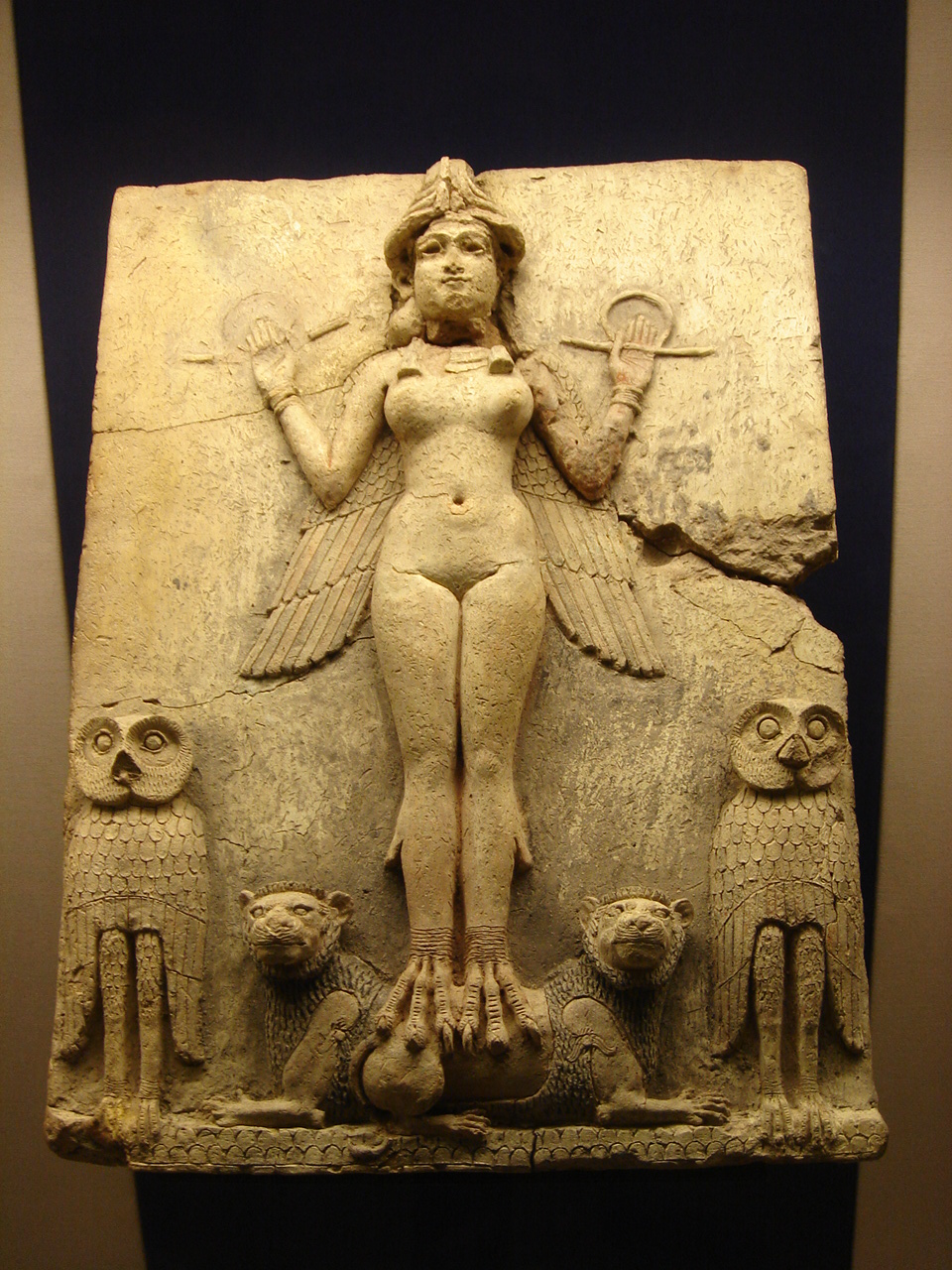
نقش برجسته ایشتار که در بابل کشف شده است، ایشتار خدای روابط جنسی و محبت بود.

### پارتیان و ساسانیان
در زمان پارتیان و ساسانیان بابل یکی از استان‌های شاهنشاهی ایران بود. مردم آن دارای فرهنگ و زبان خود بوده و به زبان آرامی صحبت می‌کردند. در تلمود بابلی گزارش‌هایی از دین‌های مسیحیت و مانوی در این منطقه وجود دارد. در قرنهای اول و دوم بعد از میلاد مسیحیت به بابل آمد. در این زمان بابل دارای کلیسای شرقی شد.

### پس از اسلام
در قرن هفتم نیروهای اسلامی به بابل حمله کردند. در این زمان بابل به سرعت عربی و اسلامی شد. اعراب به مسیحیان اجازه پرستش دادند و کلیسای کلدانی مسیحی هنوز نیز در عراق وجود دارد.

## در متون مذهبی
بابل دارای اهمیت بسیار در متون مذهبی یهودیان، مسیحیان و مسلمانان است. در کتاب آفرینش به بابل و برج بابل (מגדל בבל) اشاره شده است. بنا به روایت کتاب آفرینش برج بابل، برج بزرگی بود که در منطقه شینار ایجاد شده بود.
بر اساس روایت کتاب آفرینش بعد از طوفان نوح تمامی بشریت به یک زبان واحد سخن می‌گفتند و در منطقه شینار ساکن بودند. در این زمان بعضی از مردم تصمیم گرفتند که برجی آن چنان بلند بسازند که نوک آن به بهشت برسد. در این زمان خداوند که از آنان به خشم آمده بود زبان آن‌ها را گیج کرد و تبدیل به هفتاد زبان نمود. از این رو این شهر بابل نام گرفت «زیرا خداوند زبان تمامی مردم زمین را گیج کرد.» (آفرینش ۱۱:۵ تا ۸)
همچنین بابل از این جهت حائز اهمیت است که بعد از نابود شدن معبد اول در سال ۵۹۸ قبل از میلاد یهودیان در بابل به اسارت گرفته می‌شوند. در سال ۵۹۹ نبوکدنصر دوم پادشاه بابل اورشلیم را محاصره کرد و پادشاه یهودیان را کشت. در سال ۵۹۷ قبل از میلاد نبوکدنصر اورشلیم و معبد را غارت کرد نخبگان اورشلیم، از جمله ازکیل پیامبر، را با خود به بابل برد. بعد از خارج شدن او از اورشلیم یهودیان دوباره علیه بابلیان شورش کرده و به مصریان پیوستند و در این زمان نبوکدنصر دوباره بازگشته و اورشلیم را محاصره کرد. در سال ۵۸۷ قبل از میلاد، اورشلیم شکست خورد و نبوکدنصر دیوارهای شهر و معبد را نابود کرد و خانه افراد سرشناس را از بین برد.
بر اساس کتاب عزرا-نهمیا شاه پارسیان کوروش هخامنشی در ۵۳۸ یهودیان را نجات داد. اسارت در بابل بر یهودیان تأثیر زیادی گذاشت و فرهنگ و دین یهودی را دچار تغییرات زیادی کرد.

### در اسلام
لغت بابل تنها یکبار در قرآن ذکر شده است. هرچند که به ماجرای اسارت یهودیان در بابل بدون ذکر نام شهر اشاره می‌شود که در آن به اولین عذاب خداوند بر یهودیان نابودی معبد اول و اسارت گرفته شدن آنان توسط دشمنانشان است. همچنین خداوند از آزاد شدن یهودیان و اجازه ساخت مجدد معبد صحبت می‌کند.
همچنین در قرآن اشاره شده است که بنی اسرائیل در زمان اسارت در بابل مورد آزمایش خدا قرار گرفتند و خداوند دو فرشته به نام‌های هاروت و ماروت را به آن‌ها نازل کرد. این دو فرشته به بنی اسرائیل چیزهایی یاد می‌دادند که سحر و جادو بود و گروهی از بنی اسرائیل با پیروی از آنان کافر شدند.

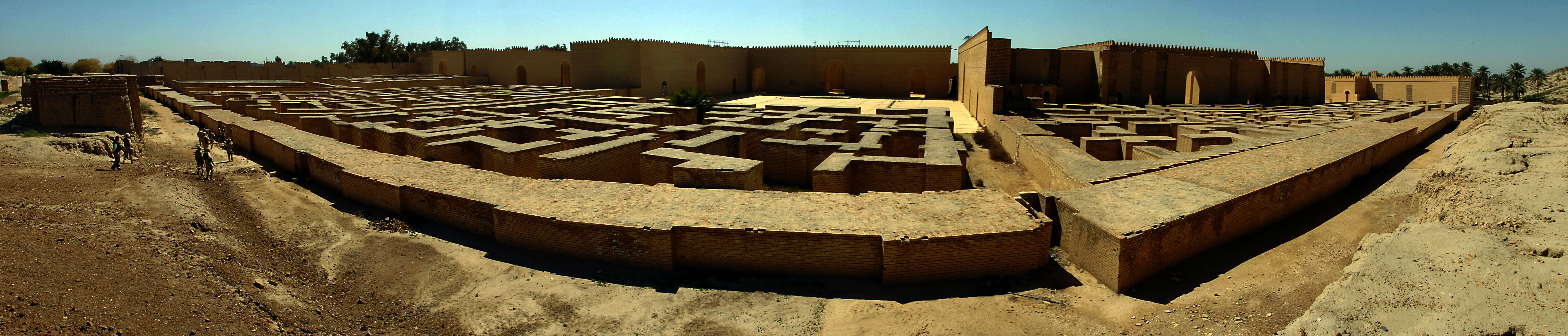
نمای فراگیر از بخشهای بازسازی شده شهر باستانی بابل در الهلال عراق.